# Miloslav Machek
Miloslav Machek, používající jméno Miloš Machek (9. listopadu 1923 Místek – 12. prosince 1999 Brno), byl český trumpetista, dirigent a hudební skladatel.

## Život
Základní hudební vzdělání získal v rodině. Studoval na obchodní akademii ve Frýdku, ale vedle toho se soukromě učil hře na housle a byl houslistou v orchestru Městského divadla v Českém Těšíně. Po maturitě se už zcela věnoval hudbě. Hrál v různých estrádních orchestrech, ale i v orchestru Gustava Broma. V roce 1950 vykonal státní zkoušku z hudby a stal se zástupcem koncertního mistra a později dirigentem operety Státního divadla v Brně. Od roku 1963 byl dirigentem Brněnského estrádního rozhlasového orchestru.
Byl úspěšným skladatelem operet, zábavné a taneční hudby. Komponoval rovněž scénickou hudbu pro divadlo a televizi. V Cibulkových seznamech je veden jako tajný spolupracovník-agent StB, ev. č. 17567, krycí jméno Gerschwin.

## Jevištní díla
- 4:0 pro ATK (opereta, 1952)
- Zbojník Ondráš (opereta, 1952)
- Mikuláš Dačický z Heslova (opereta, 1954)
- Baron Všudybyl (opereta, 1957)
- Hej, pane kapelníku (opereta, 1959)
- Cesta kolem světa za 80 dní (balet, 1962)